# Schweizerische Studentenverbindung Helvetia
Die Studentenverbindung Helvetia (vollständiger Name: Schweizerische Studentenverbindung Helvetia, frz. Société suisse d'étudiants Helvétia) ist eine Schweizer Studentenverbindung. Heute hat sie Sektionen an der Universität Basel, der Universität Bern, der Universität Genf, der Universität Lausanne und der Universität Zürich. Die Sektionen sind in einem Zentralverband zusammengeschlossen. Die Helvetia zählt derzeit rund 60 Aktive und etwa 600 Alte Herren. Die Mitglieder der Helvetia bezeichnen sich als „Helveter“.

## Grundsätze
Der Wahlspruch der Helvetia lautet Vaterland, Freundschaft, Fortschritt. Ihre Mitglieder tragen Band (karmesinrot-weiss-karmesinrot) und Mütze (karmesinrot). Die Sektionen Basel, Bern und Zürich sind Mitglied des Schweizerischen Waffenrings, schlagend und pflegen das Prinzip der unbedingten Satisfaktion. In dem Lebensbund währt eine Mitgliedschaft zeitlebens. Eine gleichzeitige Mitgliedschaft bei einer anderen Hochschulverbindung ist nicht gestattet. Die Helvetia ist eine Männerverbindung. Nach Beendigung des Studiums erfolgt in der Regel der Übertritt in eine Altherrensektion.

## Geschichte
Die Helvetia wurde am 11./12. Juni 1832 im Gasthof Engel in Hitzkirch im Kanton Luzern gegründet. Ihre Gründerväter waren radikale Mitglieder des Schweizerischen Zofingervereins der Sektionen Luzern, Bern und Zürich. Sie wollten sich von der ihrer Meinung nach allzu gemässigten, liberalen Haltung des Zofingervereins absetzen. Der Luzerner Franz Dula äusserte bei der Gründung die für die Vereinsgeschichte wesentlichen Worte: „O Freunde! Wir haben uns schrecklich getäuscht im Zofingervereine!“ Hintergrund war der politische Umbruch in der Schweiz in der Zeit zwischen 1830 und 1848. In verschiedenen Kantonen der Schweiz kam es zu „radikalen“ Umstürzen, der liberalen Regeneration (Schweiz).
In der Zeit des Sonderbundes und nach der Gründung des Schweizerischen Bundesstaats 1848 war die Helvetia das Sammelbecken des schweizerischen Radikalismus. Nach 1847 wurden die Bezeichnungen „radikal“ und „freisinnig“ bzw. „liberal“ in der Schweiz oft bedeutungsgleich verwendet. In der französischsprachigen Schweiz nennt sich die Freisinnig-Demokratische Partei noch heute Parti radical-démocratique Suisse und wird im Volksmund les radicaux („die Radikalen“) genannt. Viele Helveter waren später Mitglieder dieser Partei.
Die starke politische Ausrichtung und die Konflikte der Zeit spiegelten sich in zahlreichen Ausschlüssen, Fusionen, Neu- und Wiedergründungen wider. Mit der Gründung des Zentralverbandes durch die Sektionen Lausanne, Bern und Aarau 1858 verstetigte sich das Verbindungsleben erstmals. Gegen Ende des 19. Jahrhunderts traten auch die Sektionen Zürich und Basel bei, diejenigen von Luzern, Aarau, Fribourg, Solothurn und Neuchâtel hingegen verschwanden. Die Sektion Genf mit ihrer wechselvollen Geschichte gehört dem Zentralverband ohne Unterbrechung seit 1972 an.
Der Zentralverband, statutarisch an radikal-demokratischen Grundsätzen orientiert, übernahm 1859 das Motto Vaterland, Freundschaft, Fortschritt. Während des Ersten Weltkriegs wurde ein besonderer Akzent auf den Patriotismus gesetzt, um den wachsenden Gegensätzen zwischen der Bevölkerung der deutschsprachigen Schweiz und französischsprachigen Schweiz entgegenzuwirken. Wie andere universitäre Studentenverbindungen bildete die Helvetia politisch und assoziativ eine einflussreiche Ausbildungs- und Kooptationsstruktur. Ehemalige Aktive bekleideten wichtige Rollen in Politik und Öffentlichkeit, insbesondere in den Kantonen Bern und Waadt, wo die Verbindung einen Rekrutierungspool für die zukünftige politische Elite darstellte.
Das historische Archiv der Helvetia ist in der Burgerbibliothek Bern zugänglich.

## Heute
Heute ist die Helvetia politisch und konfessionell neutral und betont die Traditionspflege und das studentische Brauchtum. Die Verbindung ist ein Unikum in der schweizerischen Studentenverbindungslandschaft. Zwar gibt es mit der Zofingia, dem Falkensteinerbund und dem Schweizerischen Studentenverein (StV) auch andere Bünde, welche die schweizinhärenten Sprachgrenzen überwinden, doch ist die Helvetia aufgrund der unterschiedlichen Auslegung des Fechtprinzips einzigartig: Die Deutschschweizer Sektionen sind schlagend, die Sektionen der welschen Schweiz nicht. Deshalb unterscheidet man auch in der Helvetia zwischen einer welschen und einer deutschschweizerischen Geisteshaltung. Die Mitglieder der einzelnen Sektionen pflegen einen regen Austausch über die Sprachgrenzen und den Röstigraben hinweg.
Die Helvetia besteht heute mit Sektionen in Basel, Bern, Genf, Lausanne und Zürich. Im Juni 2007 feierte die Helvetia ihr 175-Jahr-Jubiläum in Solothurn.

## Vereinszeitschrift
Die Helvetia gibt seit 1882 regelmässig ein Zentralblatt heraus. Die Schrift befasst sich neben verbindungsinternen Themen mit Politik und Literatur und liegt an den Schweizer Universitätsbibliotheken aus.

## Bekannte Mitglieder
Nach Geburtsjahr geordnet
- Wilhelm Snell (1789–1851), Ehrenmitglied, Politiker
- Stefano Franscini (1796–1857), Politiker
- Henri Druey (1799–1855), Politiker
- Jakob Scherz (1818–1889), Politiker
- Jakob Stämpfli (1820–1879), Politiker
- Jakob Dubs (1822–1879), Politiker
- Victor Ruffy (1823–1869), Politiker
- Gottlieb Ziegler (1828–1898), reformierter Geistlicher und Politiker
- Louis Ruchonnet (1834–1893), Politiker
- Paul André (1837–1896), Rechtswissenschaftler und Politiker
- Marc-Emile Ruchet (1853–1912), Politiker
- Hermann Suter (1853–1914), Oberzolldirektor
- Eugène Ruffy (1854–1919), Politiker
- Ernest Chuard (1857–1942), Politiker
- Camille Decoppet (1862–1925), Politiker
- Karl Geiser (1862–1930), Jurist
- Eugen Bircher (1882–1956), Arzt, Politiker und Divisionär
- Robert Furrer (1882–1962), Ehrenmitglied, Oberzolldirektor
- Heinrich Roman Abt (1883–1942), Politiker
- Walther Stampfli (1884–1965), Politiker
- Rodolphe Rubattel (1896–1961), Politiker
- Paul Gygli (1909–1992), Generalstabschef
- Franz Luterbacher (1918–2007), Präsident des Schweizer Industriekonzerns Brown, Boveri & Cie. (BBC)
- Hans Rüegg (1918–1991), Industrieller und Politiker
- Max Affolter (1923–1991), Politiker
- Peter Gerber (1923–2012), Politiker
- Sepp Blatter (* 1936), ehemaliger Präsident des Weltfussballverbands FIFA
- Philippe Pidoux (* 1943), Manager und Politiker
- Kurt Fluri (* 1955), Politiker
- Stephan Reinhardt (* 1966), Polizeikommandant
- Lorenz Hess (* 1961), Politiker